# A posteriori nyelvek
Az a posteriori nyelvek olyan mesterséges nyelvek, amelyek az etnikus nyelvek szerkezeti, lexikális és paradigmatikus elemeire épülnek, a forrásnyelvek közös tényeit szervezik rendszerbe. Közérthetőbben: az ilyen nyelvek nyelvtana egyszerű és szabályos, ugyanakkor követi a természetes nyelvek nyelvtanát, szókincsük tükrözi a természetes nyelvek szókincsét.
Az a posteriori nyelvek a 19. század végén alakultak ki, a ma ismert és használt segédnyelvek mind ilyenek.
Az a posteriori nyelvek lehetnek:
- homogén modellek – egy nyelven alapuló egyszerűsített vagy minimum-nyelvek
  - Giuseppe Peano: Latino sine flexione, 1903 – latin
  - Charles Kay Ogden: Egyszerű angol, 1930 – angol
  - Raoul de la Grasserie: Apolema, 1906 – görög
  - Adalbert Baumann: Wede, 1915 – német
- kompromisszumos modellek – két különböző nyelvet egyeztetnek össze
  - George J. Henderson (P. Hoinix): Anglo-Franca, 1889
  - Lancelot Hogben: interglossa, 1943
  - Alonso Curucca: Frendo, 1966
- heterogén modellek – több nyelven alapuló rendszerek
  - eklektikus nyelvek
    - Volapük
    - Eszperantó
    - Ido

  - zonális nyelvek
    - Interszláv
    - Slovio

  - naturalista nyelvek
    - Julius Lott: Mundolingue, 1890
    - Waldemar Rosenberger: Idiom neutral, 1895
    - Edgar de Wahl: Occidental, 1922
    - Otto Jespersen: Novial, 1928
    - IALA – Alexander Gode: Interlingua, 1950
    - Magyar Zoltán: Romanid, 1957